# Île Koome
L’île Koome est une île du lac Victoria, en Ouganda.

## Localisation

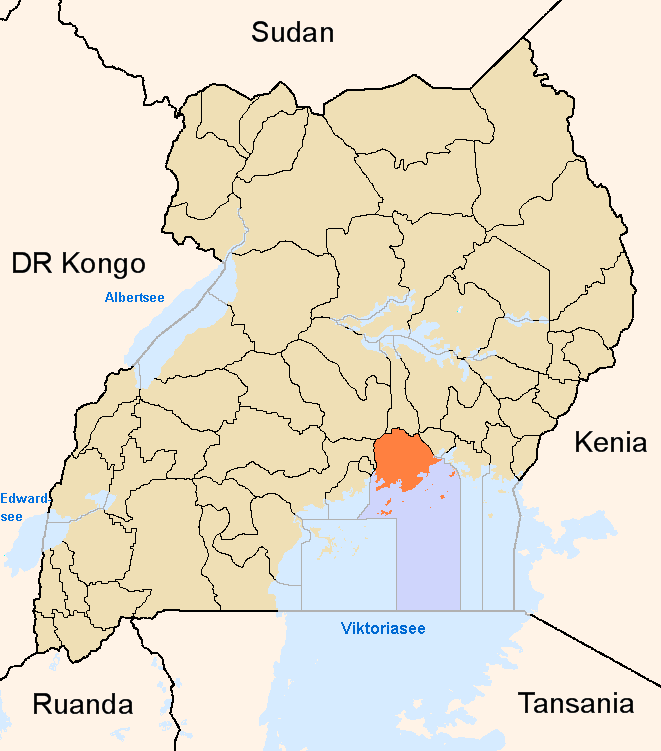
Carte du district de Mukono

L'île Koome se situe dans le district de Mukono, au nord-ouest du lac Victoria, dans la région Centre de l'Ouganda. C'est l'une des 84 îles de l'archipel des îles Sese. Ces îles se divisent en deux groupes principaux, le groupe nord-est et le groupe sud-ouest, séparés par le Koome Channel. Koome est la plus grande des îles du groupe nord-est. Parmi les autres îles du même groupe, on trouve : l'île Damba, l'île Luwaji, l'île Ngamba-Chimpanzee, l'île Bulago Island, l'île Kayaga, etc.
L'île se trouve environ à 63 kilometres (39 mi) au nord-est de Kalangala, où se trouvent le siège du district voisin. Elle se trouve aussi à environ 35 kilometres (22 mi) au sud-est d'Entebbe, la ville la plus proche.

## Urbanisation
La plus grande agglomération de l'île est nommé Bugombe et se trouve sur la côte nord-ouest de l'île. Il y a un centre médical sur l'île, le Koome Health Center III, à proximité de Bugombe.
En février 2011, PostBank Uganda a annoncé l'ouverture prochaine d'une branche en briques et mortiers sur l'île.

## Activités économiques
La principale activité économique sur Koome, comme pour la plupart des îles voisines, est la pêche. La perche du Nil est l'espèce la plus pêchée ; la plupart des prises sont traitées sur le continent pour l'exportation. La surpêche est une préoccupation.
Les autres activités économiques comprennent l'agriculture, tant la culture que l'élevage, l'exploitation forestière et le tourisme.